# Hilyotrogus kolbei
Hilyotrogus kolbei är en skalbaggsart som beskrevs av Brenske 1892. Hilyotrogus kolbei ingår i släktet Hilyotrogus och familjen Melolonthidae. Inga underarter finns listade i Catalogue of Life.